# I. Eleonóra navarrai királynő
I. Eleonóra (Olite, Navarra, 1426. február 2. – Tudela, Navarra, 1479. február 12.), baszkul: Leonor I.a Nafarroakoa, occitánul: Alienòr Ièra de Navarra, franciául: Éléonore de Navarre, spanyolul: Leonor de Trastámara, navarrai királynő. Anyja I. Blanka (1387–1441), az Évreux-házból származó utolsó navarrai uralkodó. Apja a Trastámara-házból, mégpedig annak aragóniai ágából származó első navarrai uralkodó, II. János (1398–1479). II. Ferdinánd aragóniai király féltestvére (nővére) és Candale-i Anna magyar királyné anyai nagyanyja.

## Élete
1441-ben, I. Blanka királynő halálakor, II. János király jogtalanul megakadályozta azt, hogy Eleonóra bátyja, Vianai Károly herceg (1421–1461), mint édesanyjának örököse, Navarra királya lehessen. II. János magának tartotta meg a Navarra királya címet, mégpedig a haláláig, 1479-ig. Ezért egyes források II. Jánost mint navarrai királyt, "Bitorlóként” említik. II. János eljárása miatt véget nem érő és bonyolult, polgárháborúba fordult küzdelem kezdődött meg az apa és a fia között, hiszen Károly a jogos örökségét, Navarra trónját meg akarta szerezni, ami azonban nem sikerült neki. A források többsége emiatt Károlyt mint Viana hercegét említi, nem navarrai királyként hivatkoznak rá, bár vannak olyan történelmi munkák, amelyekben IV. Károly néven, mint címzetes király (1441–1461) szerepel.
1461-ben II. János az unokája, Eleonóra elsőszülött fia, Gaston számára megkérte a francia király, VII. Károly lányának, Valois Margit francia királyi hercegnőnek, V. László magyar király korábbi menyasszonyának a kezét, és az unokáját megtette Viana hercegének, amellyel a francia király 1461-ben elismerte Eleonóra trónörökösségét, akit apja II. János navarrai király a két idősebbik gyermekének a trónöröklésből való kizárásával tett meg utódjának Navarrában.
1461-ben Károly herceg váratlanul, törvényes utódok hátrahagyása nélkül, meghalt. A navarrai nemességnek a vianai herceget támogató része ekkor Károly húgát – Eleonóra nővérét – Blankát (1424–1464) választotta királynőnek, ezért őt II. Blanka néven jog szerinti (de iure) navarrai királynőként (1461–1464) is számontartják. (Blanka a Trastámara-ház kasztíliai ágából származó IV. Henrik (1425–1474), Kasztília és León királyának volt az első felesége, de házasságukat gyermektelenség miatt érvénytelenítették.) II. János azonban ezt a választást sem fogadta el, mert ő a navarrai trónt Eleonórának szánta, ugyanis a Károly herceg elleni küzdelemben Eleonóra és a férje, Gaston de Grailly, IV. Gaston, Foix grófja, a Foix-Grailly-házból, őt támogatta.
II. János Blankát elfogatta és kiszolgáltatta Eleonórának és a férjének, akik továbbra is fogva tartották. Blanka később lemondott a húga javára, apáca lett, de 1464-ben mégis meggyilkolták, korabeli feljegyzés szerint a halálához „köze lehetett” Gaston grófnak és feleségének, Eleonórának.
Amíg élt a két idősebbik testvér, addig teljes volt az összhang II. János és Eleonóra, apa és lánya között, de miután 1464-ben, nővére II. Blanka halálával Eleonóra lett Navarra jogos örökösnője apjával szemben, akit a két idősebb gyermeke mindvégig trónbitorlónak tartott, ugyanis a navarrai trón az anyjuk, I. Blanka királynő jogán járt nekik, ekkor apa és lánya szembefordult egymással. II. János ezért a lányával szemben és lánya helyére, aki addig az apja helyetteseként uralkodott, az unokáját, Eleonóra legidősebb fiát, aki 1462-ben feleségül vette Magdolna hercegnőt, 1469. május 11-én tette meg Navarra kormányzójává, de a következő évben Gaston egy lovagi tornán megsebesült, és 1470. november 23-án a franciaországi Libourne-ban fiatalon életét vesztette. Ekkor apa és leánya, II. János és Eleonóra kibékültek egymással.
Eleonóra, aki már 1455 óta, apja helyett, a férjével együtt, részt vett Navarra kormányzásában, most már lehetséges vetélytársak nélkül látta el ezt a feladatát, férje halála (1472) után mint egyedüli helytartó a királyságban. A két navarrai párt, a spanyol elnevezéssel „beaumonteses”-nek nevezett, II. János ellenes csoportosulás, és a szintén spanyol kifejezéssel „agramonteses”-nek nevezett, II. Jánost támogató csoportosulás vetélkedésén és az ebből eredő viszályokon, harcokon azonban ő sem tudott úrrá lenni.

## Uralkodása
II. János király 1479. január 19-én elhunyt, az 53. életévét február 2-án betöltő Eleonóra ekkor pár hétig I. Eleonóra néven Navarra királynője lett. A koronázását sikerült megtartani még e rövid időn belül is, annak ellenére, hogy hagyományosan nem siettek a királykoronázással a Navarrai Királyságban. Anyját, I. Blankát is csak négy évvel a trónra lépte után koronázták meg a férjével, II. Jánossal, I. Eleonóra apjával együtt 1429-ben. Unokáját, I. Katalint pedig csak 11 évvel a trónra lépése után sikerült megkoronázni szintén a férjével együtt Pamplonában 1494-ben. Tudelában érte az apja haláláról érkező hír. Számára a fővárosból hozták el a koronát és a koronázási ékszereket. A koronázás 1479. január 28-án zajlott le Tudelában, az Esperesi Palotában (Palacio Decanal). Még két hetet élt utána. Trónra léptével a gyerekei a grófi cím mellé felvehették a királyi herceg (infáns) és királyi hercegnő (infánsnő) címet is. A trónutódlás miatt is fontos volt a királlyá kenés és felszentelés szertartása, és ez mindenképp törvényesítette az uralmát, így unokája és örököse, Ferenc Phoebus, akit 1479. február 10-én kelt végrendeletében Eleonóra utódává nevezett ki, nagyanyja halála (1479. február 12.) után akadálytalanul foglalhatta el a trónt. I. Eleonóra volt az utolsó – és ha IV. Károly címzetes királyt, valamint II. Blanka címzetes királynőt nem soroljuk be az uralkodók közé – akkor a második navarrai uralkodó a Trastámara-házból, aki Navarra egészében uralkodott. Eleonórát a királyi szertartással járó fáradságok és kötelezettségek meríthették ki annyira, hogy ilyen váratlanul, pár heti tényleges királynői uralkodás után hunyt el, bár már több mint 20 éve kisebb megszakításokkal apja nevében ő kormányozta Navarrát, még ha önálló (de iure és de facto) királynőként a saját jogán (suo iure) csak pár hétig.

## Utódai
I. Eleonóra és IV. Gaston gróf elsőszülött fia, Foix Gaston (1444–1470), aki Károlynak, Eleonóra bátyjának a halála után Viana hercege lett, már a szülei életében meghalt. I. Eleonóra utóda az unokája, Gaston vianai herceg fia,  I. Ferenc Phoebus (1467 – 1483) volt, aki Navarra első királya a Foix-házból.

### Négy királynő: Három a Foix-Grailly-házból
I. Eleonórának ugyan a gyerekeiből nem lettek királyok vagy királynék sem életében, sem később sem, de négy különböző gyermekétől származó négy lányunokájából a halála után kortárs királynők, illetve királynék lettek. A négy unokatestvér Európa számos meghatározó és kulcsfontosságú királyságainak élére került, amelynek révén ezek az államok szövetségesekké váltak egy időre, és e királynők így befolyásolhatták Európa nagyhatalmi politikáját a XV. század végén és a XVI. század elején, de az 1483 (I. Katalin navarrai királynő trónra lépése) és az 1517 (I. Katalin halála) közötti időszakban csak 1506-ban néhány hónapig létezett olyan időszak: március 22. (Foix Germána  házassága II. (Katolikus) Ferdinánddal) és július 26. (Candale-i Anna halála) között, amikor mind a négy királynő (királyné) egyszerre, egy időben a trónon ült.

#### Navarra királynője
I. Ferenc Phoebus navarrai király húga, Foix Katalin Navarra királyává, aki kilencéves volt nagyanyja halálakor, vált a bátyja halála után 1483-ban, és uralkodott 1517-ig. Navarra 1512-es kasztíliai elfoglalása után utódaira már csak az ország északi csücskét hagyhatta, de akik így is egész Navarra királyainak címezték magukat. Ehhez 1589-től, Navarrai Henrik franciaországi trónraléptével a francia királyi cím is társult. Ettől fogva a francia királyok egészen a francia forradalomig a Franciaország és Navarra királya címet viselték.

#### Aragónia királynéja
Eleonóra másik fiától, a Foix János navarrai trónkövetelőtől származó unokája, Foix Germána, aki már nagyanyja halála után született, Eleonóra 26 évvel fiatalabb féltestvére, II. Ferdinánd aragón, nápolyi, szicíliai, valenciai, navarrai király és kasztíliai régens  második feleségeként 1506-tól I. Ferdinánd magyar király hispaniai gyermekkorának meghatározó személyisége volt. Egy fia született csak, János (1409–1409), aki röviddel a születése után meghalt, így utódai nem maradtak. Viszont az ő házassága és jogcíme a navarrai trónra vezetett Navarra 1512-es elfoglalásához, mellyel a Pireneusokon túli területeinek kivételével Navarra nagyobbik része a spanyol Trastamara-ház birtokába került, akik szintén Navarra királyainak címezték magukat, és ezt örökül hagyták a spanyol Habsburgokra. 1516-ig volt Aragónia, Nápoly, Szicília, Valencia és Navarra királynéja, de utána is meghatározó és befolyásos személyisége maradt országainak.

#### Franciaország királynéja
Margit nevű lányától, aki II. Ferenchez, Bretagne hercegéhez ment feleségül, Bretagne-i Anna francia királyné született még a nagymama életében 1477-ben. Ő két francia király, VIII. Károly és XII. Lajos felesége is volt, így kétszer lett az ország királynéja: 1491–1498 és 1499–1514, és másodszorra is megkoronázták Franciaország királynéjává. Ő és XII. Lajos hozzák tető alá a szövetséget velencei közvetítéssel a magyar és az aragón királlyal, és pecsételik azt meg a francia királyné unokahúgainak, Candale-i Anna grófnőnek és Foix Germána navarrai királyi hercegnőnek a házasságkötéseivel az említett királyokkal. Bretagne-i Annának a XII. Lajostól származó idősebbik lányán, Klaudia francia királynén keresztül, aki I. Ferenc francia királyhoz ment feleségül, 1589-ig az ő utódai uralkodtak Franciaországban.

#### Magyarország királynéja
Legkisebb, Eleonórát túlélő lánya, Katalin hercegnő, aki a szintén a Foix-Grailly házból származó II. Gaston Jánossal, Candale grófjával kötött házasságot, Candale-i Anna magyar és cseh királyné édesanyja volt, de Anna születésekor Eleonóra királynő már nem élt. Anna királyné II. Ulászló feleségeként 1502 és 1506 között volt Magyarország és Csehország királynéja és a politikát és az országai életét nagyban befolyásoló erős asszonya. Anna királyné révén a későbbi magyar, cseh királyok és német-római császárok is I. Eleonóra királynő utódai voltak.

## Gyermekei
- Férjétől, IV. Gastontól, Foix grófjától 10 gyermek született, akik 1479-től, anyjuk trónra léptétől a navarrai infáns és infánsnő címet viselték:
  - Mária (1443–1467), férje X. Vilmos, Montferrat őrgrófja (1420–1483), gyermekei nem születtek
  - Gaston (1444–1470), Viana hercege, Navarra kormányzója (1469–1470), felesége Valois Magdolna (1443–1495) francia királyi hercegnő, Navarra régense (1479–1494), VII. Károly francia király lánya, 2 gyermek:
    - I. (Foix) Ferenc Phoebus (1467–1483), Navarra királya (1479–1483)
    - I. (Foix) Katalin (1470–1517), Navarra királynője (1483–1517)

  - Péter (1449–1490), Vannes püspöke, bíboros, Navarra régense (1479–1484)
  - János (1450 után–1500), Étampes grófja, Narbonne algrófja, navarrai trónkövetelő (1483–1497), felesége, Valois Mária (1457–1493), XII. Lajos francia király nővére, 2 gyermek:
    - Foix Germána (1488/90/92–1538), navarrai királyi hercegnő, Aragónia és Navarra királynéja (1513–1516)
    - Foix Gaston (1489–1512) navarrai királyi herceg, Nemours hercege, Narbonne algrófja, navarrai trónkövetelő (1500–1512)

  - Johanna (1454 után–1476), férje  V. János, Armagnac grófja (1420–1473), egy halva született leány
  - Eleonóra (1457–1480 körül) navarrai királyi hercegnő
  - Margit (1458 után–1486), férje II. Ferenc, Bretagne hercege (1433–1488), 2 leány, többek közt:
    - I. Anna (1476–1514), Bretagne uralkodó hercegnője, francia királyné

  - Katalin (1460 után–1494 előtt), férje II. (Foix) Gaston János (1448 körül–1500), Candale grófja, 4 gyermek, többek közt:
    - Candale-i Anna (1484–1506), férje II. Ulászló (1456–1516) magyar és cseh király, 2 gyermek:
      - Anna (1503–1547) magyar, cseh és horvát királyi hercegnő, férje I. Ferdinánd (1503–1564), Ausztria főhercege, magyar, cseh és német király, IV. (Szép) Fülöpnek, a németalföldi (burgundi) tartományok uralkodójának és II. Johanna kasztíliai királynőnek a fia, 15 gyermek, többek között:
        - I. Miksa (1527–1576), 1564-től magyar és horvát, cseh és II. Miksa néven német király, német-római császár, felesége Habsburg Mária (1528–1603) ausztriai főhercegnő, kasztíliai infánső, V. Károly német-római császár lánya, 15 gyermek, többek között:
          - Habsburg Anna (1549–1580), férje II. Fülöp (1527–1598), kasztíliai (spanyol) király, I. Fülöp néven aragón király, IV. Fülöp néven (Felső-)Navarra királya, 5 gyermek, többek között:
            - III. Fülöp (1527–1598), kasztíliai (spanyol) király, II. Fülöp néven aragón király, V. Fülöp néven (Felső-)Navarra királya

      - II. (Jagelló) Lajos (1506–1526) magyar és cseh király, felesége Habsburg Mária ausztriai főhercegnő, kasztíliai infánsnő (1505–1558), gyermekei nem születtek, 1 természetes fiú

  - Jakab (1463–1500), Montfort grófja, Navarra régense (1479–1484), 1. felesége Peraltai Anna, gyermekei nem születtek, 2. felesége Beaumont-i Katalin, gyermekei nem születtek, házasságon kívül született utódok
  - Anna (Izabella) (Pamplona, 1464. január – Pamplona, 1464. február 3.)

## További cikkek
- A Beaumont-család és a Navarra-család